# 皮爾勒斯 (印第安納州)
皮爾勒斯（英語：Peerless）是位於美國印第安納州勞倫斯縣的一個非建制地區。該地的面積和人口皆未知。